# 윤석중
윤석중(尹石重, 1911년 5월 25일~2003년 12월 9일)은 일제강점기와 대한민국의 작가, 아동문학가로, 호는 석동(石童)이다.

## 개요
그는 양정고보를 거쳐 1942년 일본 도쿄 조치 대학 신문학과에서 학사 학위 취득하였다. 1924년 《신소년》에 동요 〈봄〉, 1925년 고 소파 방정환 선생이 주간으로 활동을 넘어, 활약을 하던 어린이 잡지인 《어린이》에 동요 〈오뚜기〉가 당선되어 아동문학가로 등단하였다. 소파 방정환 선생은 재능이 있는 아동문학가들을 찾아내는 분이었기 때문에, 후에 윤석중 선생이 쓴 동시인 짝짝궁, 졸업식 노래, 새나라의 어린이 등에 곡을 붙여 동요를 작곡한 정순철 선생, 윤극영, 박목월 시인, 서덕출, 마해송, 이원수 작가 등을 작문 교실, 현상 글 뽑기 등으로써 발굴했다. 소파의 혜안대로 윤석중 시인은 이수인이 작곡한 앞으로, 어린이날 노래, 바람, 우산 셋이, 나란히 나란히를 작사하는 등 많은 동요를 발표하였고, 《넉점 반》(창비), 《윤석중 시선》(지식을 만드는 지식)에 실린 넉점 반, 숨바꼭질 등으로써 어린이들의 호기심이 많고 순수한 마음, 윤석중 시인 자신의 말처럼 동물과 목석과도 이야기하는 어린이들의 순수한 마음을 노래하였다.

## 생애
경성부에서 태어났다.

### 문학계에 등단하다.
문학연구자인 노현주 경희대학교 후마니타스 칼리지 강사에 의하면, 1911년 당시에는 경성부였던 서울특별시 중구 수표동 13번지에서 윤덕병과 조덕희의 여덟번째 아들로 태어났으며, 두 살에 어머니가 돌아가셨고 형제들도 모두 어려서 죽었다. 외할머니의 보살핌을 받았고, 열 살에 교동보통학교에서 공부했는데, 담임선생님이었던 맹건호 교사가 최남선이 발행하던 《아이들 보이》를 빌려주어 한국어를 배워익혔다. 열 살 때인 1921년은 당시 조선이라고 불린 한반도가 일본의 식민지였으므로 일본어를 국어로, 조선어를 외국어로 배우던 시대에 모어인 한국어를 어린이 잡지로써 배운 것이었다. 우리말을 배운 경험은 나는 한국어를 모어로 사용하는 한국 사람이라는 민족정체성을 일깨워주어 1924년에  《신소년》에 첫 동시인 《봄》을 발표하였다. 일본 동요인 《하루가기타》를 배우면서 '우리말에도 봄이라는 예쁜 말이 있는데, 뭐하러 일본말로 하루라고 할까?'라는 비판하는 생각이 들어 만 13세인 1924년에 동시를 지은 것. 1925년에 소파 방정환 선생이 발행하던 《어린이》에 옷두기(오뚝이)를 보내었는데, 그의 문재를 존중한 소파 방정환 선생에 의해 아동문학가로 이름을 문학계에 알렸다.

### 아동문학가로 살다
양정고등보통학교를 재학하였으나 1929년 11월 3일 광주 학생 운동이 발발하고, 이에 동참하지 못하고 졸업장을 받는 것조차 양심의 가책이 되어 <중외일보>에 '자퇴생의 수기'를 투고한 후 졸업을 며칠 앞두고, 자퇴를 한다. 1930년 가을에는 일본으로 유학을 가지만 1년을 채우지 못하고, 귀국을 하게 된다. 이후 1942년 일본 조치 대학 신문학과에서 학사 학위 취득하였다. 1925년 잡지 어린이에 그의 동요 〈오뚜기〉가 당선된 후에 우산 셋이, 바람, 짝작궁(정순철 작곡, 윤석중 작사)등 많은 동요 가사와 동화, 어린이 희곡 등 아동문학의 갈래에 걸쳐 아동문학 작품들을 창작·발표하였다. 1931년, 그해 별세한 방정환 주간의 뒤를 이어 개벽사의 어린이 잡지인 《어린이》의 주간으로 한국 아동 문학의 선구자로 활약하였다. 그 후 《소년중앙》·《소년》·《소학생》의 주간을 지냈으며, 1955년 조선일보 편집 고문을 지냈다. 1956년 새싹회 회장에 선출되고, 1961년 3·1 문화상 예술 부문 본상과 1966년 문화훈장 국민장을 받았다. 1970년 어린이 회관 고문이 되는 등 아동들을 위한 많은 공헌을 하였다.

### 저서
저서로 《윤석중 동요집》(1932년, 신구서림, 첫 동요집), 《초생달》, 《굴렁쇠》, 《어린이를 위한 윤석중 시집》 등이 있다. 1956년 새싹회 동요집 엄마손 등을 비롯하여 윤석중 동요집(1932년), 잃어버린 댕기 동시집(1933년, 첫 동시집임.) 등 그의 작품은 동요는 천삼백편, 그의 동요에 정순철 작곡가 등이 곡을 붙인 동시가 800여편에 이른다. 어린이들이 우산 셋을 들고 나란히 가는 모습을 그린 동시이자 동요인 《우산 셋이》, 바람이 불어 나무꾼을 시원하게 하는 《바람》, 어린이가 시간을 알아오라는 엄마 심부름을 하면서 분꽃, 닭이 물을 마시는 모습, 개미를 보는 이야기인 《넉점 반》, 나비들이 날아다니는 모습을 표현한 《숨바꼭질》처럼 아름답고 신기한 자연을 보면 호기심을 가지는 어린이들의 맑고 순수한 동심, 바람을 의인화를 하는 동심, 나비들에게 말을 하는 동심을 묘사한 동시를 지었고, 그가 지은 동시는 동어 반복(어른들이 읽는 글에서는 "구름처럼 운집하는, 체감온도를 느끼다, 역전 앞, 족발, 일방적인 편견, 신호대기를 가다리는"와 같은 동어 반복을 고치는 것이 좋지만, 어린이들이 읽는 글에서는 동어 반복이 내용을 어린 독자들이 쉽게 이해할 수 있고, 동시에서는 같은 단어가 되풀이 되면 마치 동요이기도 한 짝짝궁처럼 흥이 나는 박자를 가지기 때문에 좋은 점이다.), 일정한 음수로써 박자를 가지기 때문에 정순철 작곡가 등이 작곡하여 동요로 지음으로써 어린이들이 친숙하게 동시와 동요를 배우면서 풍부한 감성을 가질 수 있도록 하였으니, 윤석중 선생의 아동문학사에서의 업적은 매우 크다.(윤석중 지음, 노현주 엮음, 《윤석중 시선》, 지식을 만드는 지식 참조) 2003년 12월 9일, 노환으로 별세했다. 향년 93세.

### 번역본 문제
한편, 본인(윤석중)의 번역 작품이었던 <열한마리 고양이> 시리즈는 초판 당시 출판사였던 웅진미디어가 2001년 7월 웅진코웨이개발에 흡수합병된 데다 원작자(바바 노보루)와 초판 번역자(본인)의 타계(원작자-2001년 4월 7일 초판 번역자-2003년 12월 9일) 때문에 절판됐는데 이 과정에서 <열한마리 고양이> 원작자(바바 노보루)의 집필작 중 하나이자 본인(윤석중)의 번역 작품인 동시에 같은 출판사(웅진미디어)에서 발행된 <알리바바와 마흔 명의 도둑>도 절판됐으며 웅진미디어는 1996년 9월 방문판매사업본부를 웅진시스템(구 웅진통신판매)에  양도했고 웅진시스템은 1998년 1월 방문판매사업본부를 웅진출판(현재 웅진씽크빅)에 넘겼으며  2000년 10월 웅진식품에 흡수합병됐고 웅진코웨이개발은 2003년 5월 미디어사업부문을 교육출판-음반사업 영위 업체 웅진미디어로 분리시켰지만 2006년 2월 폐업했다.
이후, <열한마리 고양이> 시리즈는 그림 두루마리 책인 '11마리 고양이 마라톤 대회'와 본편(총 6권)이 2006년 2월 꿈소담이에서 재판됐으며 이장선으로 번역자가 바뀌었는데 본편 2번째(11마리 고양이와 바보새 -> 11마리 고양이와 바닷새) 4번째(자루에 든 11마리 고양이 -> 11마리 고양이와 주머니) 5번째(11마리 고양이와 이상한 고양이 -> 11마리 고양이와 별난 고양이) 제목이 변경됐고 본편 완결인 '11마리 고양이와 아기공룡'은 초판(웅진미디어) 당시  발매되지 않았다.

## 학력
- 교동초등학교 졸업
- 양정고등보통학교 졸업
- 일본 조치대학교 신문학 학사

## 상훈
- 1961년 : 3·1 문화상 수상
- 1965년 : ‘고마우신 선생님’으로 추대[11]
- 1966년 : 문화 훈장 수여
- 1973년 : 외솔상 수상
- 1978년 : 막사이사이상 수상[12]